# Citroën C1
Citroën C1 – samochód osobowy klasy miejskiej produkowany pod francuską marką Citroën w latach 2005–2022. 

## Pierwsza generacja

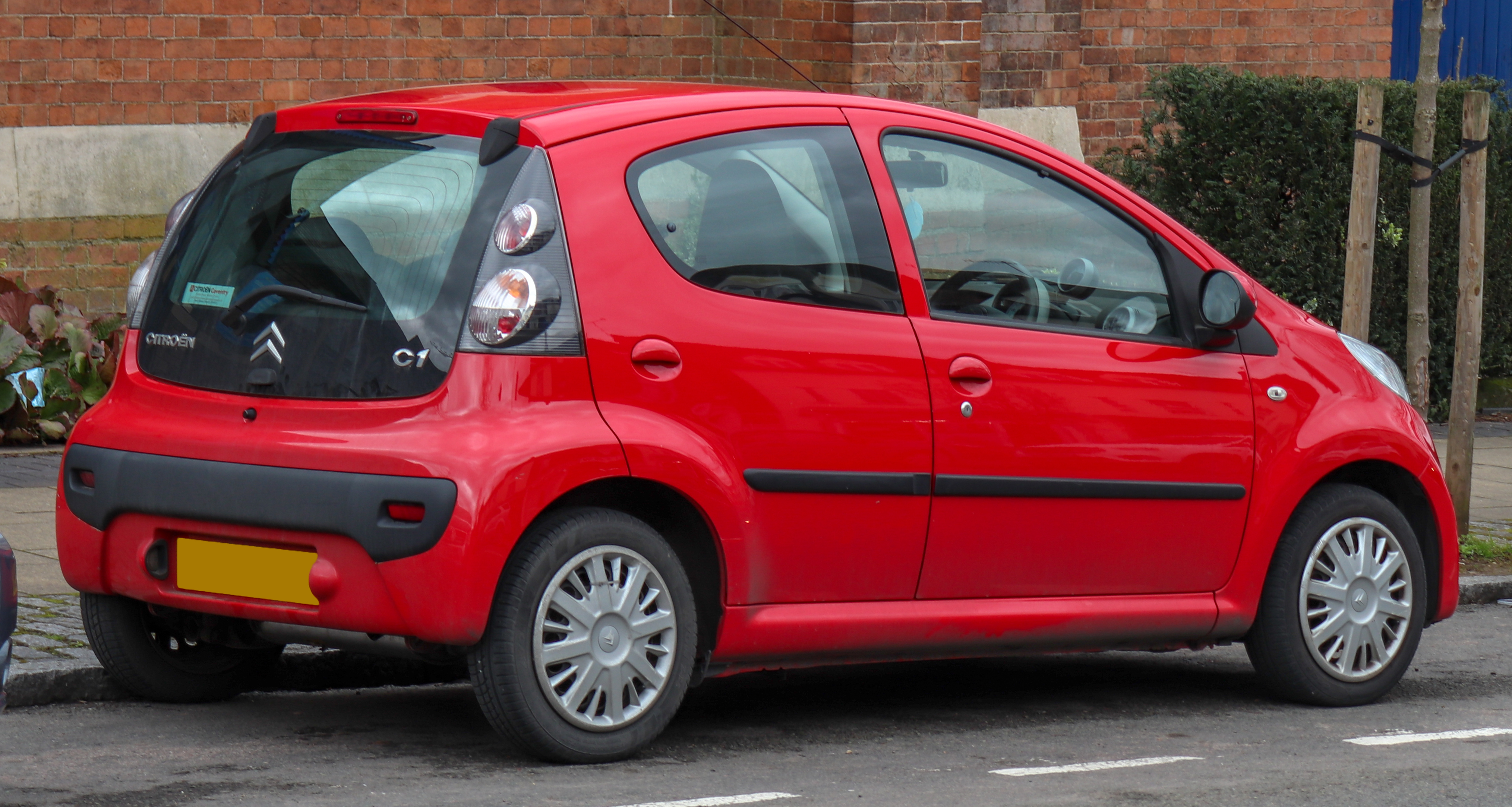
Citroen C1 I - tył

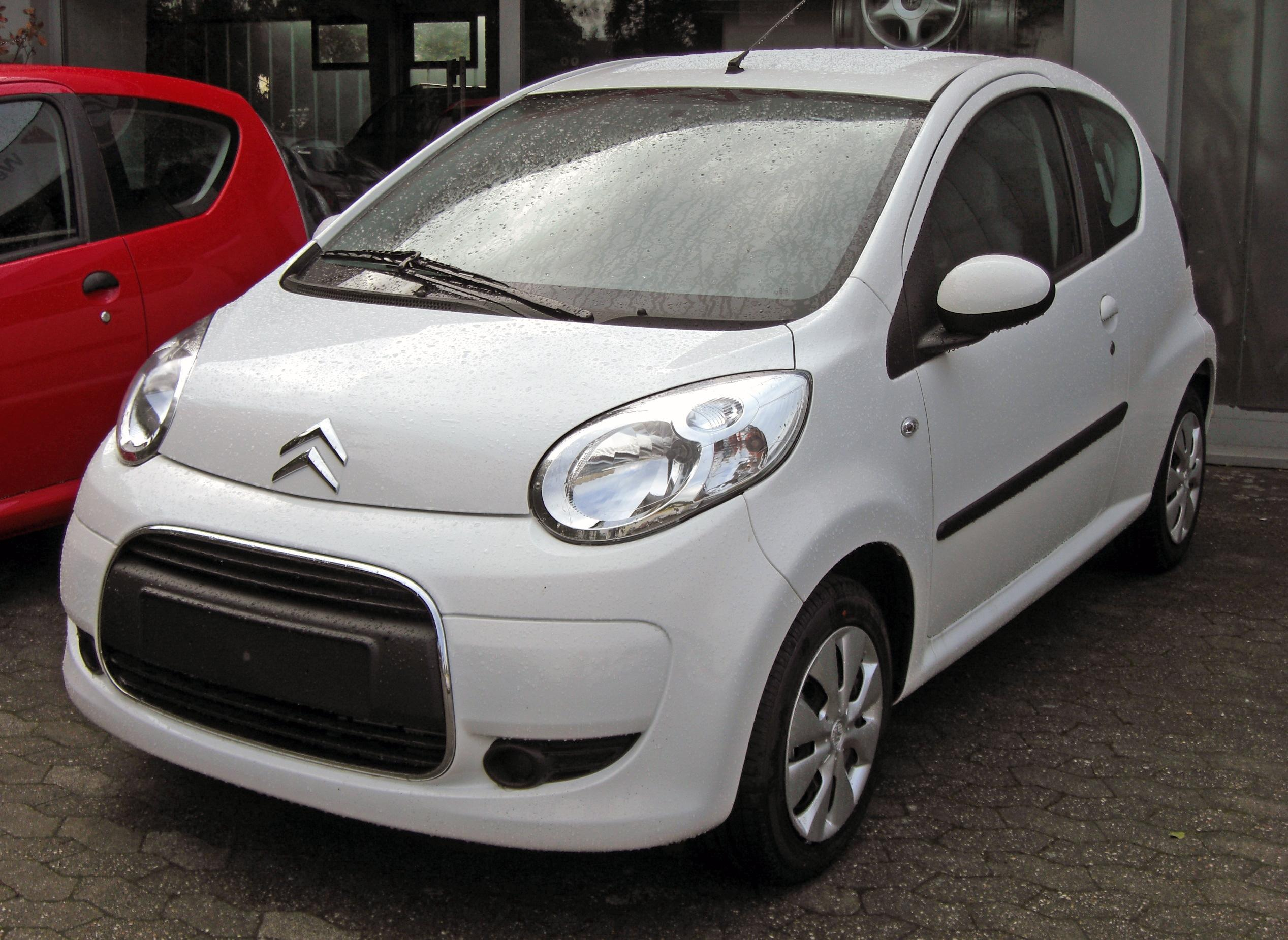
Citroen C1 I po pierwszym liftingu

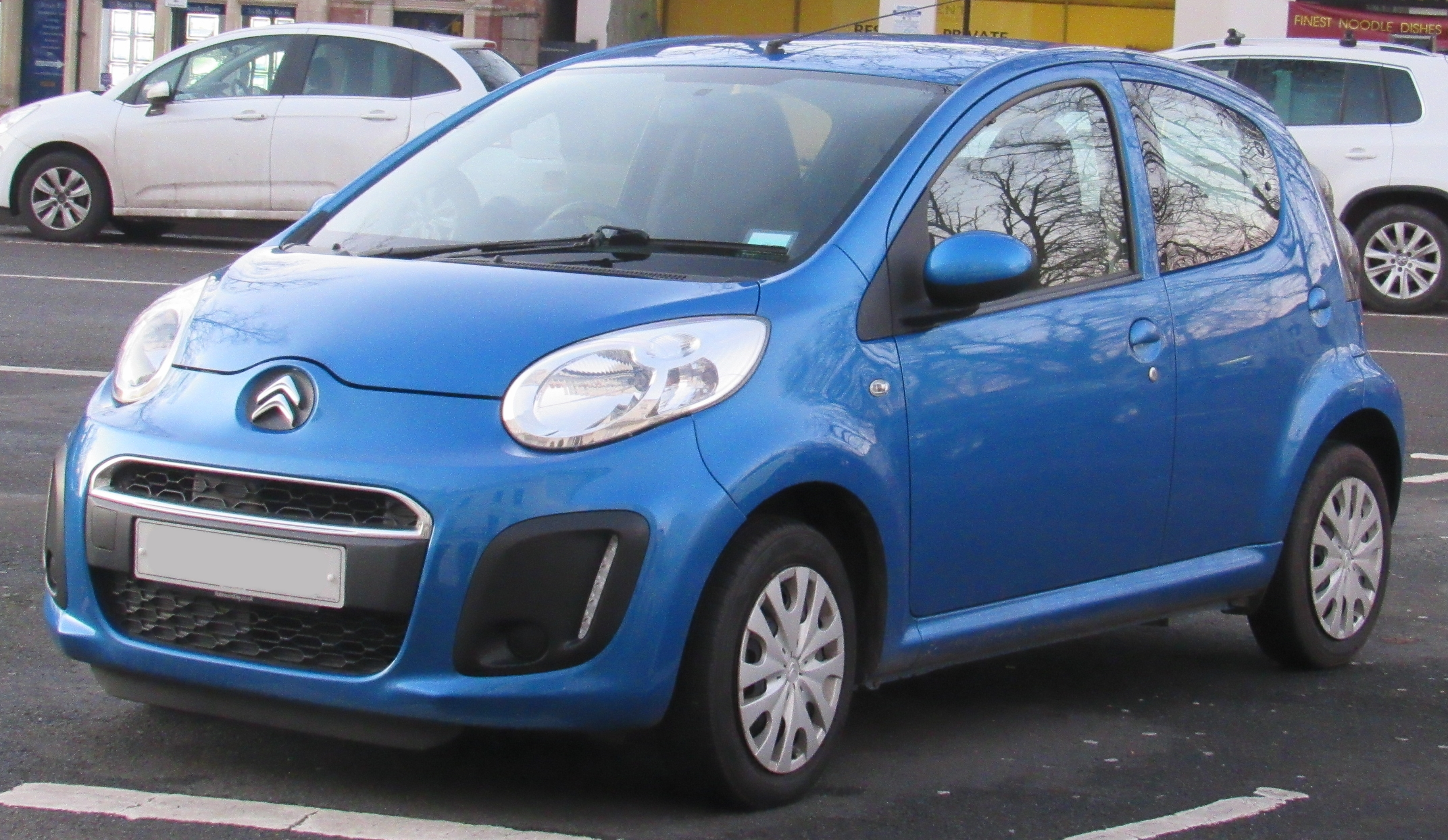
Citroen C1 I po drugim liftingu

Citroën C1 I został zaprezentowany podczas targów motoryzacyjnych w Genewie w 2005 roku.
W 2008 roku przeprowadzono facelifting polegający na modyfikacji przodu pojazdu oraz palety silników. Wycofano silnik Diesla 1.4 HDI. Drugi face lifting przeprowadzono w 2012 roku. Zmodyfikowano przód i tył, dodano światła do jazdy dziennej wykonane w technologii LED.

### Silniki
| Parametry                                    | Silnik                         | Silnik                                              |
| -------------------------------------------- | ------------------------------ | --------------------------------------------------- |
| Nazwa                                        | 1.0i                           | 1.4 HDi                                             |
| Typ silnika                                  | benzyna (wtrysk wielopunktowy) | silnik wysokoprężny z bezpośrednim wtryskiem paliwa |
| Pojemność silnika (cm³)                      | 998 cm³                        | 1398 cm³                                            |
| Moc (kW przy obr. na min.)                   | 50/6000 obr./min               | 40/4000 obr./min                                    |
| Moment obrotowy (Nm na min.[obr. /min])      | 93/3600 obr./min               | 130/1750 obr./min                                   |
| Paliwo                                       | Benzyna 95 (Super)             | Olej napędowy                                       |
| Prędkość maksymalna (km/h)                   | 160 km/h                       | 154 km/h                                            |
| Przyspieszenie 0-100 km/h (w sekundach)      | 13,5 s                         | 15,6 s                                              |
| Zużycie paliwa w mieście (l/100 km)          | 5,5 l                          | ?                                                   |
| Zużycie paliwa na trasie (l/100 km)          | 4,1 l                          | ?                                                   |
| Zużycie paliwa w trybie mieszanym (l/100 km) | 4,3 l                          | 4,1 l                                               |
| Masa własna/całkowita                        | 790 kg/1180 kg                 | 880 kg/1340 kg                                      |

## Druga generacja

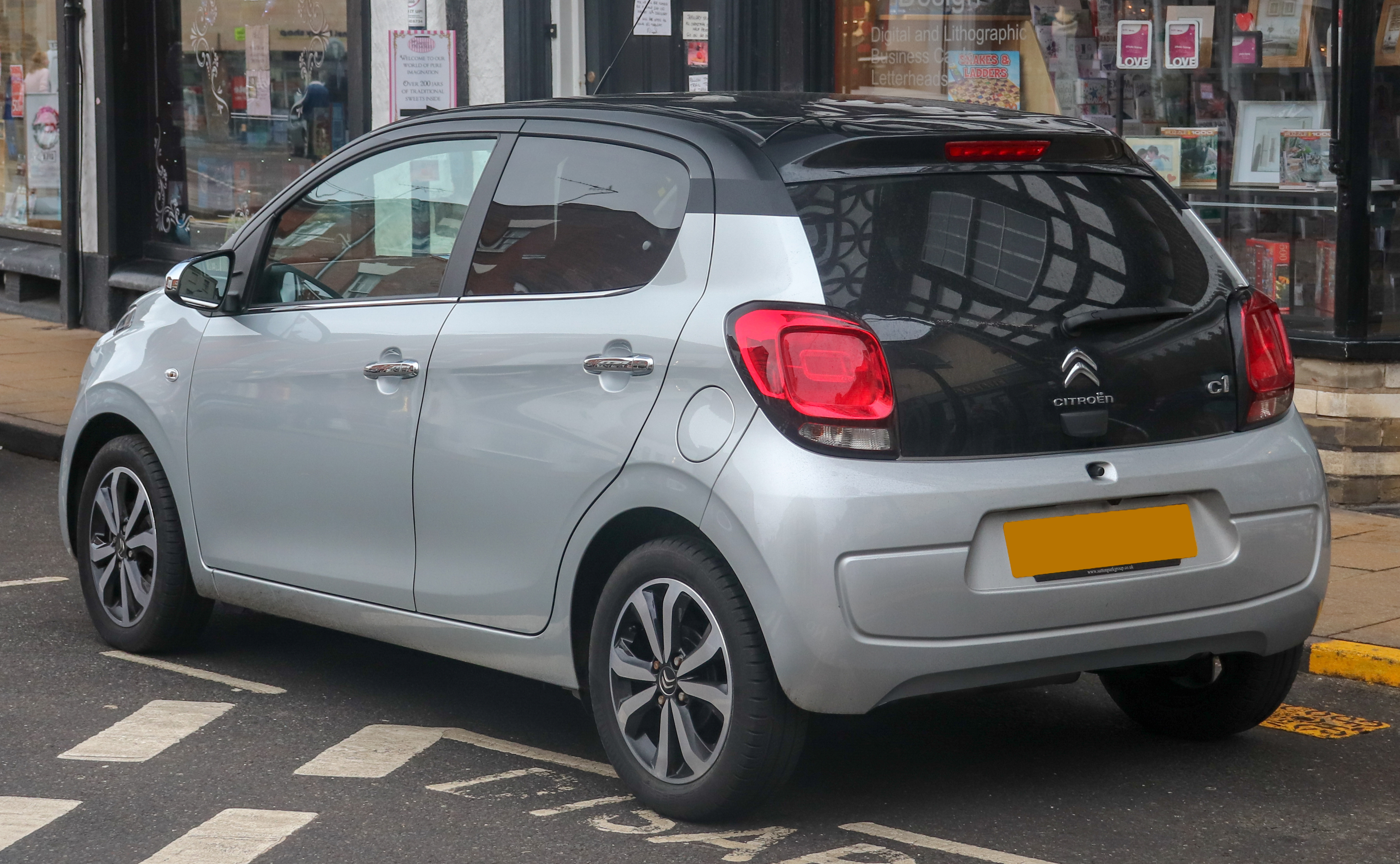
Citroën C1 II - tył

Citroën C1 II został zaprezentowany w marcu 2014 roku. Oficjalna premiera auta miała miejsce podczas targów motoryzacyjnych w Genewie w 2014 roku. Podobnie jak pierwszy pojazd o tej nazwie, C1 II również należy do trojaczków z Kolina - jego technicznymi klonami są Peugeot 108 i Toyota Aygo. 
Samochód zyskał nieco na długości, ale jest węższy od poprzednika. Opcjonalnie pojazd wyposażyć można w m.in. kamerę cofania oraz ekran dotykowy o średnicy 7 cali, który jest sercem pokładowego komputera i umożliwia m.in. pełną integrację ze smartfonem.

### Wersje wyposażeniowe
- Sunrise Red
- Black
- Grey